# 最後の審判 (ルーベンス)

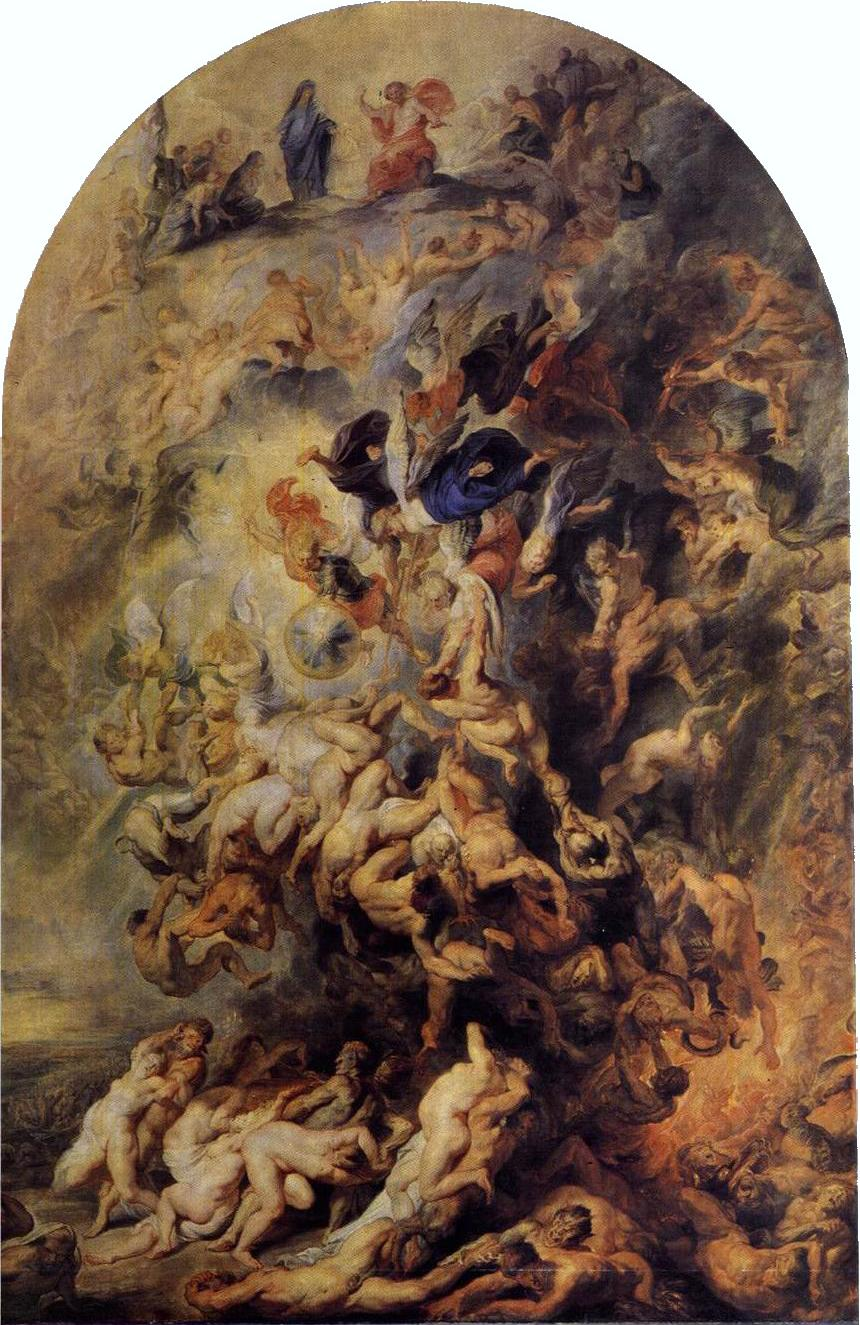
ルーベンスの『小さな最後の審判』 (1621年)。同じくアルテ・ピナコテークに所蔵されている。

現在の展示（2010年撮影）。

『最後の審判』（さいごのしんぱん, 蘭: Het Laatste Oordeel, 独: Jüngstes Gericht, 英: The Last Judgement）は、バロック期のフランドルの巨匠ピーテル・パウル・ルーベンスが1617年に制作した絵画である。油彩。主題は『新約聖書』で語られている最後の審判から取られている。プファルツ＝ノイブルク公爵ヴォルフガング・ヴィルヘルムによってノイブルク・アン・デア・ドナウのイエズス会の宮廷教会のためにルーベンスに発注された4点の祭壇画の1つである。他の作品は『羊飼いの礼拝』（De aanbidding der herders）、『聖霊降臨、聖霊のほとばしり』（Pinksteren: het uitstorten van de Heilige Geest）、『反逆天使を倒す聖ミカエル』（De H. Michael verslaat de opstandige engelen）。現在はミュンヘンのアルテ・ピナコテークに所蔵されている。またルーベンスの同主題のサイズの小さな作品が同じくアルテ・ピナコテークに所蔵されている。そのため両作品を区別してそれぞれ『大きな最後の審判』（The Great Last Judgement）、『小さな最後の審判』（The Small Last Judgement）と呼ばれている。

## 主題
『新約聖書』の「ヨハネによる福音書」や「マタイによる福音書」によると、最後の審判はキリストが再臨する終末の日に起きるとされる出来事である。この日、すべての死者は神の子の声を聞き、善人は生命を受けるために、悪人は裁きを受けるために蘇って墓から出てくる。そしてキリストが御使いたちを従えて現れると、栄光の玉座に座り、すべての国民を集めて善人を右に、悪人を左に分けた。そして右側にいる人々に「わが父に祝福されし者たちよ、世の初めからあなたがたのために用意されている御国を受け継ぎなさい。あなたがたは、空腹のわたしを助け、渇きを癒し、旅をしていたわたしに宿を貸し、裸であったときに服を与え、病気のときに見舞い、獄中にいたときに尋ねて来たからである」と言い、続いて左側にいる人々に「呪われし者どもよ、わたしを離れて、悪魔とその使いたちのために用意されている永遠の火に入ってしまえ。あなたがたは、空腹のわたしを助けず、渇きを癒さず、宿を貸すことも、服を与えることもせず、また病気のときや、獄中にいたときに尋ねて来なかったからである」と言う。そして彼らは永遠の刑罰を受け、正しい者は永遠の生命に入る。

## 作品
ルーベンスは終末の日に再臨したキリストによって行われる最後の審判の光景を描いている。キリストは画面中央上に描かれ、その右側に聖母マリア、左側に十戒の石板を手にした預言者モーセが立ち、キリストの下にはラッパを吹き鳴らす天使たちが飛翔している。
画面の一番下では神の子の声を聞いて復活した死者たちが描かれている。彼らは石棺の蓋を持ち上げ、墓穴から這い出している。ルーベンスの構図は明確であり、画面を左右に分けて審判の光景を描いている。すなわち画面左では復活した者たちのうち、祝福された者たちが天使たちとともに大きな塊となって天国に向かって上昇している。そして画面左上では天国の鍵を手にした聖ペトロが彼らを迎えている。一方、画面右側では呪われた者たちが武装した大天使ミカエルによって追い払われ、地獄へと雪崩のように落下している。下方では悪魔が彼らを地獄に引きずり込もうとしており、さらに地獄の底では彼らが悪魔たちから拷問を受けている。
本作品の制作には10人から20人の工房の助手が関わったと考えられている。ルーベンスは構図を作成し、最終的な仕上げを行った。

## 来歴
『最後の審判』および側面に設置された2点の『羊飼いの礼拝』と『聖霊降臨、聖霊のほとばしり』がノイブルク・アン・デア・ドナウの宮廷教会の主祭壇の祭壇画として発注された。完成した祭壇画は1618年に反宗教改革の一環としてイエズス会に引き渡された。この祭壇画と絵画プログラムの巨大な性質は、不気味に迫る三十年戦争（1618年-1648年）と、プファルツ＝ノイブルク公領で極めて苛烈に押し進められた反宗教改革を背景にして理解されるべきである。最後の審判のモチーフは、大天使ミカエルによる反逆天使の落下とともに、反宗教改革のプロパガンダの最も人気のあるシンボルであった。しかし、多くの裸体が描かれていたために不快感を引き起こし、最終的にヴォルフガングの孫にあたるプファルツ選帝侯ヨハン・ヴィルヘルムが1692年に祭壇画をデュッセルドルフ美術館に持ち込むまで部分的に覆われていた。
1777年にプファルツ選帝侯カール・テオドールがバイエルン選帝侯を継承し、宮廷をミュンヘンに移したのち、最初にマンハイム美術館とツヴァイブルカー美術館が、最終的に後継者であるバイエルン選帝侯マクシミリアン4世ヨーゼフの下で、デュッセルドルフ美術館は1805年から1806年にかけてミュンヘンに移転された。そこでは『最後の審判』は当初、中庭のアーケードのギャラリーに展示されていた。現在はアルテ・ピナコテークに所蔵されており、美術館内で最大の絵画として知られている（登録番号890）。1階の第7ホール、いわゆる「ルーベンス ホール」の中央に設置されている。このホールはアルテ・ピナコテークで最大のホールであり、本作品を参考にしながら、向かい合っている凱旋門とともに本作品のために特別に設計されたものである。本作品は美術館が1836年に設立された当時と同じ場所に現在も展示されている唯一の作品である。
『羊飼いの礼拝』と『聖霊降臨、聖霊のほとばしり』はノイブルク州立美術館に所蔵されている。

## ギャラリー

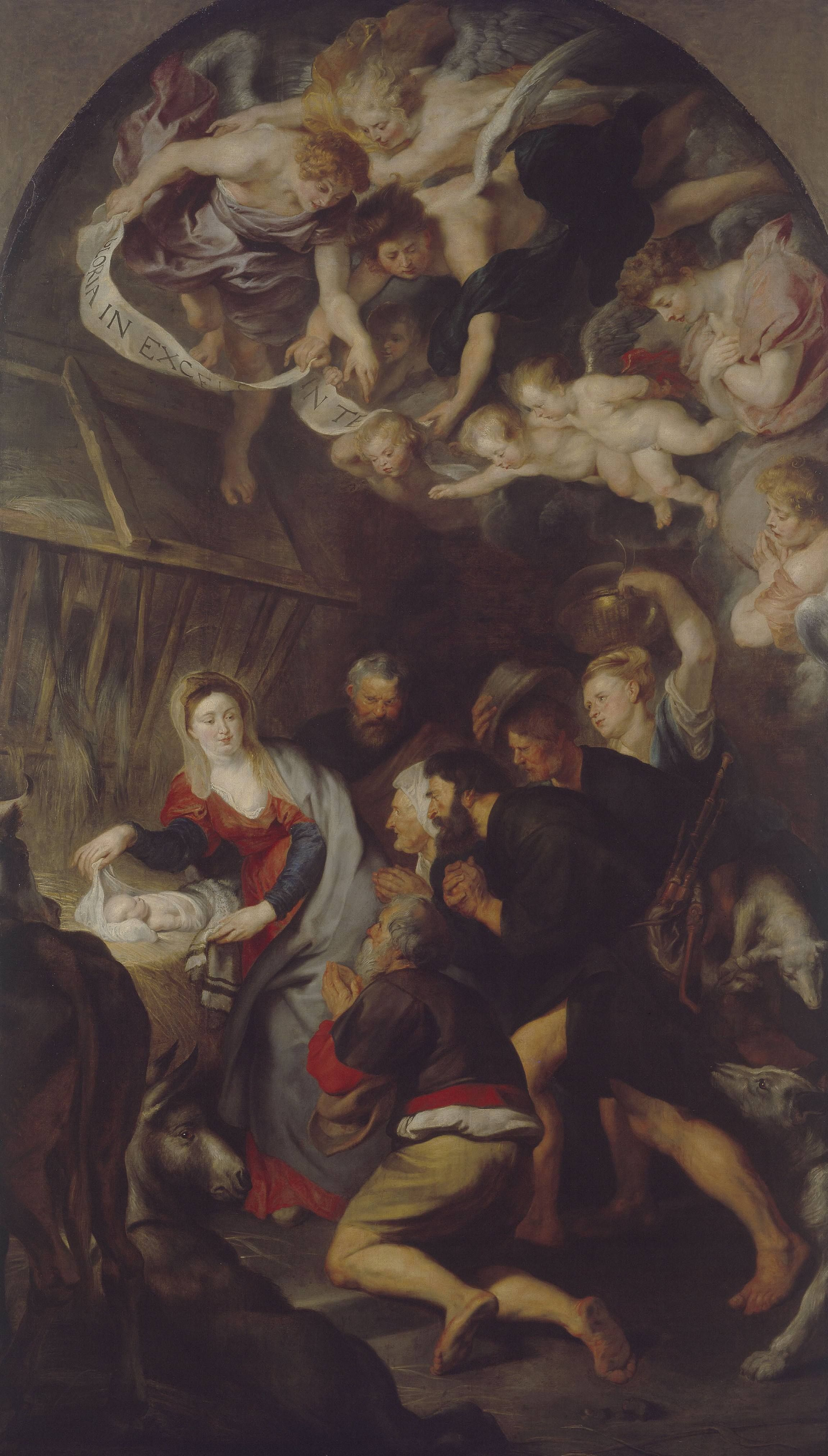
『羊飼いの礼拝』1619年 ノイブルク州立美術館（ドイツ語版）所蔵
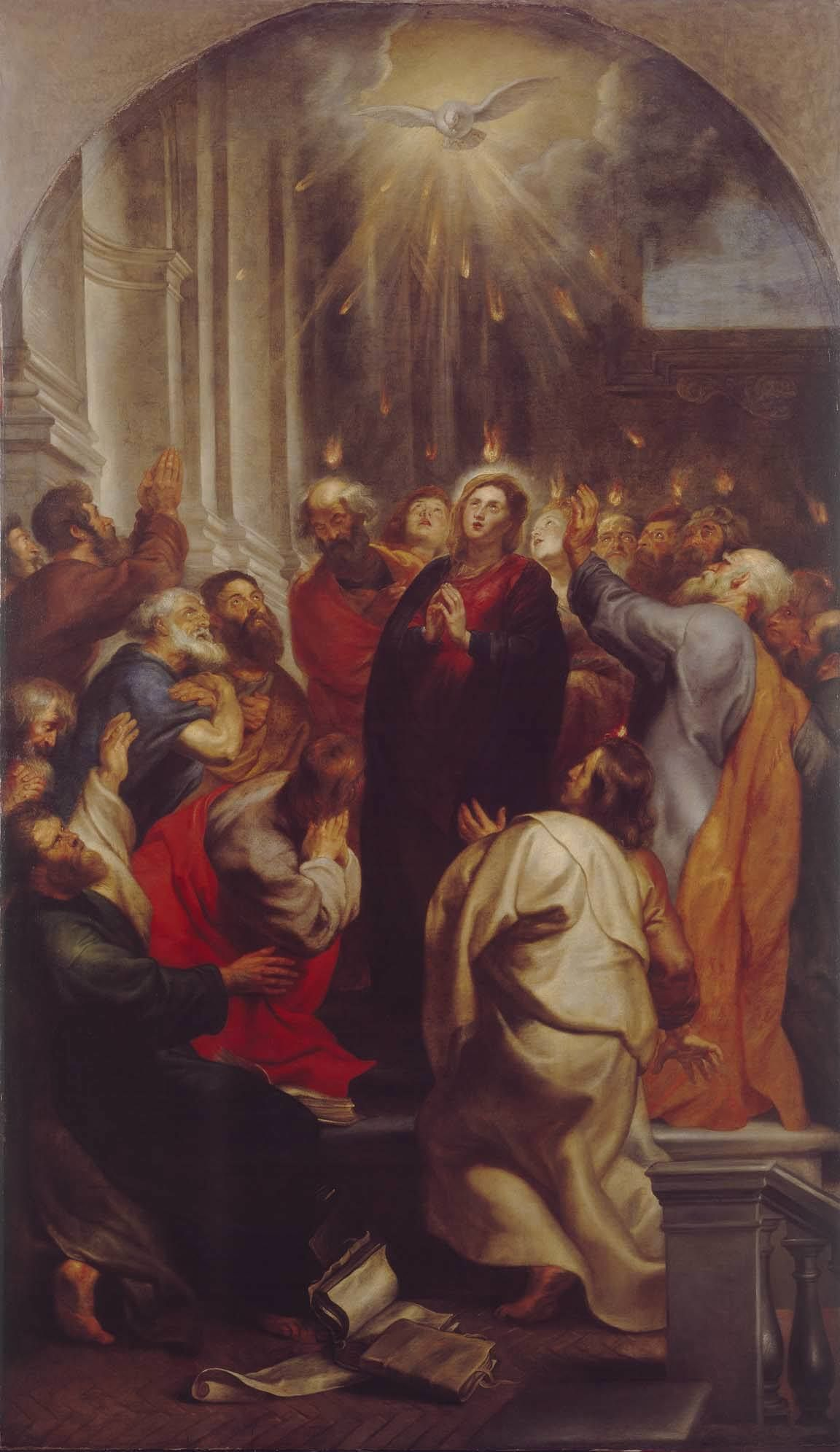
『聖霊降臨』1619年 ノイブルク州立美術館所蔵
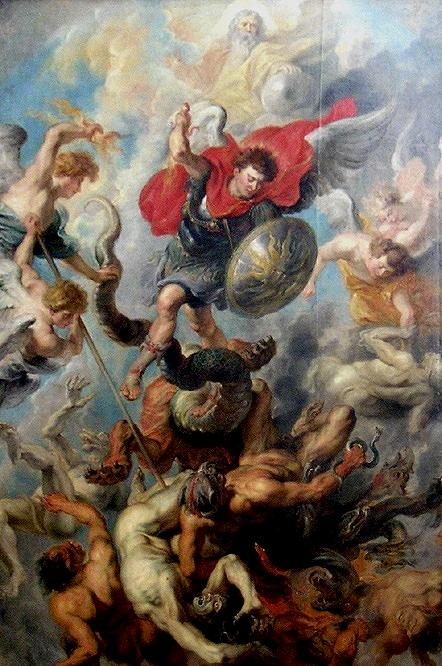
『反逆天使を倒す聖ミカエル』1619年 アルテ・ピナコテーク所蔵